# Marcel van Langenhove
Marcel van Langenhove (Wemmel, 1944. április 16. –) belga nemzetközi labdarúgó-játékvezető. Polgári foglalkozása polgármester.

## Pályafutása

### Nemzeti játékvezetés
A küldési gyakorlat szerint rendszeres partbírói tevékenységet is végzett. 1974-ben lett az I. Liga játékvezetője. A nemzeti játékvezetéstől 1991-ben vonult vissza. 
Mottója (játékvezetőként és politikusként): bátran beszélgessünk egymással.[forrás?]

#### Nemzeti kupamérkőzések
Vezetett kupadöntők száma: 1.

##### Belga labdarúgókupa
| Időpont         | Helyszín                 | Mérkőzés típusa | Mérkőzés                       | Eredmény | Nézők száma |
| --------------- | ------------------------ | --------------- | ------------------------------ | -------- | ----------- |
| 1978. május 21. | Heizel Stadion, Brüsszel | döntő           | KSK Beveren–Sporting Charleroi | 2 – 0    | 34 082      |

### Nemzetközi játékvezetés
A Belga labdarúgó-szövetség Játékvezető Bizottsága terjesztette fel nemzetközi játékvezetőnek, a Nemzetközi Labdarúgó-szövetség (FIFA) 1977-től tartotta nyilván bírói keretében. A FIFA JB központi nyelvei közül a franciát, a németet és az angolt beszéli. Több válogatott és nemzetközi klubmérkőzést vezetett, vagy működő társának partbíróként segített. A belga nemzetközi játékvezetők rangsorában, a világbajnokság-Európa-bajnokság sorrendjében többedmagával a 3. helyet foglalja el 13 találkozó szolgálatával. Az aktív nemzetközi játékvezetéstől 1991-ben vonult vissza. UEFA szervezésű mérkőzéseinek száma: 38.

#### Labdarúgó-világbajnokság

##### U20-as labdarúgó-világbajnokság
Japán a 2., az 1979-es ifjúsági labdarúgó-világbajnokságot, Szaúd-Arábia a 7., az 1989-es ifjúsági labdarúgó-világbajnokságot rendezte, a FIFA JB bírói közreműködéssel bízta meg.

###### 1979-es ifjúsági labdarúgó-világbajnokság
| Időpont             | Helyszín                   | Mérkőzés típusa        | Mérkőzés                  | Eredmény | Nézők száma |
| ------------------- | -------------------------- | ---------------------- | ------------------------- | -------- | ----------- |
| 1979. augusztus 30. | Központi Stadion, Omiya    | selejtező (B. csoport) | Lengyelország–Argentína   | 1 : 4    | 12 500      |
| 1979. augusztus 28. | Központi Stadion, Jokohama | selejtező (D. csoport) | Magyarország–Uruguay      | 0 : 2    | 4 000       |
| 1979. szeptember 2. | Központi Stadion, Jokohama | egyik negyeddöntő      | Uruguay–Portugália        | 1 : 0    | 4 000       |
| 1979. szeptember 4. | Chuo Stadion, Kóbe         | egyik elődöntő         | Lengyelország–Szovjetunió | 0 : 1    | 5 000       |

###### 1989-es ifjúsági labdarúgó-világbajnokság
| Időpont           | Helyszín                              | Mérkőzés típusa           | Mérkőzés             | Eredmény | Nézők száma |
| ----------------- | ------------------------------------- | ------------------------- | -------------------- | -------- | ----------- |
| 1989. február 16. | Fáhd Király Nemzetközi Stadion, Rijád | előselejtező (A. csoport) | Szaúd-Arábia–Nigéria | 1 : 2    | 70 000      |

---
Három világbajnoki döntőhöz vezető úton Spanyolországba a XII., az 1982-es labdarúgó-világbajnokságra, Mexikóba a XIII., az 1986-os labdarúgó-világbajnokságra, valamint Olaszországba a XIV., az 1990-es labdarúgó-világbajnokságra a FIFA JB játékvezetőként alkalmazta. A FIFA JB elvárása szerint, ha nem vezetett, akkor partbíróként tevékenykedett. Két csoportmérkőzésen egyes számú besorolást kapott, játékvezetői sérülés esetén továbbvezethette volna a találkozót. Világbajnokságon vezetett mérkőzéseinek száma:  1 + 2 (partbíró).

##### 1982-es labdarúgó-világbajnokság

###### Selejtező mérkőzés
| Időpont              | Helyszín                | Mérkőzés típusa           | Mérkőzés        | Eredmény | Nézők száma |
| -------------------- | ----------------------- | ------------------------- | --------------- | -------- | ----------- |
| 1980. szeptember 10. | Wembley Stadion, London | előselejtező (4. csoport) | Anglia–Norvégia | 4 : 0    | 48 200      |

##### 1986-os labdarúgó-világbajnokság

###### Selejtező mérkőzés
| Időpont              | Helyszín                   | Mérkőzés típusa           | Mérkőzés           | Eredmény | Nézők száma |
| -------------------- | -------------------------- | ------------------------- | ------------------ | -------- | ----------- |
| 1985. június 6.      | Olimpiai Stadion, Helsinki | előselejtező (3. csoport) | Finnország–Románia | 1 : 1    | 24 863      |
| 1985. szeptember 25. | Råsunda Stadion, Stockholm | előselejtező (2. csoport) | Svédország–NSZK    | 2 : 2    | 39 157      |

##### 1990-es labdarúgó-világbajnokság

###### Selejtező mérkőzés
| Időpont             | Helyszín                               | Mérkőzés típusa           | Mérkőzés                     | Eredmény | Nézők száma |
| ------------------- | -------------------------------------- | ------------------------- | ---------------------------- | -------- | ----------- |
| 1988. december 21.  | Ramón Sánchez Pizjuán Stadion, Sevilla | előselejtező (6. csoport) | Spanyolország–Észak-Írország | 4 : 0    | 70 000      |
| 1989. szeptember 6. | Maksimir Stadion, Zágráb               | előselejtező (5. csoport) | Jugoszlávia–Skócia           | 3 : 1    | 42 500      |

###### Világbajnoki mérkőzés
| Időpont          | Helyszín                        | Mérkőzés típusa              | Mérkőzés          | Eredmény | Nézők száma |
| ---------------- | ------------------------------- | ---------------------------- | ----------------- | -------- | ----------- |
| 1990. június 17. | Della Favorita Stadion, Palermo | csoportmérkőzés (F. csoport) | Egyiptom–Írország | 0 : 0    | 33 000      |

#### Labdarúgó-Európa-bajnokság
Négy európai-labdarúgó torna döntőjéhez vezető úton Olaszországba a VI., az 1980-as labdarúgó-Európa-bajnokságra, Franciaországba a VII., az 1984-es labdarúgó-Európa-bajnokságra, Német Szövetségi Köztársaságba a VIII., az 1988-as labdarúgó-Európa-bajnokságra, illetve Svédországba a IX., az 1992-es labdarúgó-Európa-bajnokság ra az UEFA JB játékvezetőként foglalkoztatta. Nagy nemzetközi mérkőzésvezetési tapasztalata ellenére, nem kapott lehetőséget az európai-labdarúgó torna végső, a döntő szakaszban történő közreműködésre.

##### 1980-as labdarúgó-Európa-bajnokság

###### Selejtező mérkőzés
| Időpont            | Helyszín                           | Mérkőzés típusa           | Mérkőzés                | Eredmény | Nézők száma |
| ------------------ | ---------------------------------- | ------------------------- | ----------------------- | -------- | ----------- |
| 1978. október 11.  | Leoforos Alexandras Stadion, Athén | előselejtező (6. csoport) | Görögország–Finnország  | 8 : 1    | 9 000       |
| 1979. április 4.   | Központi Stadion, Craiova          | előselejtező (3. csoport) | Románia–Spanyolország   | 2 : 2    | 40 000      |
| 1979. november 24. | Evžena Rošického Stadion, Prága    | előselejtező (5. csoport) | Csehszlovákia–Luxemburg | 4 : 0    | 17 000      |

##### 1984-es labdarúgó-Európa-bajnokság

###### Selejtező mérkőzés
| Időpont             | Helyszín                      | Mérkőzés típusa           | Mérkőzés                 | Eredmény | Nézők száma |
| ------------------- | ----------------------------- | ------------------------- | ------------------------ | -------- | ----------- |
| 1982. szeptember 8. | Väinölänniemi Stadion, Kuopio | előselejtező (2. csoport) | Finnország–Lengyelország | 2 : 3    | 2 845       |

##### 1988-as labdarúgó-Európa-bajnokság

###### Selejtező mérkőzés
| Időpont           | Helyszín               | Mérkőzés típusa           | Mérkőzés             | Eredmény | Nézők száma |
| ----------------- | ---------------------- | ------------------------- | -------------------- | -------- | ----------- |
| 1987. június 3.   | Ullevaal Stadion, Oslo | előselejtező (3. csoport) | Norvégia–Szovjetunió | 0 : 1    | 10 473      |
| 1987. október 17. | Wankdorf Stadion, Bern | előselejtező (2. csoport) | Svájc–Olaszország    | 0 : 0    | 29 397      |

##### 1992-es labdarúgó-Európa-bajnokság

###### Selejtező mérkőzés
| Időpont           | Helyszín               | Mérkőzés típusa           | Mérkőzés                | Eredmény | Nézők száma |
| ----------------- | ---------------------- | ------------------------- | ----------------------- | -------- | ----------- |
| 1990. november 3. | Olimpiai Stadion, Róma | előselejtező (3. csoport) | Olaszország–Szovjetunió | 0 : 0    | 52 288      |

## Sikerei, díjai
- Nyolcszor érdemelte ki Belgiumban az Év Játékvezetője címet.
- Szülőhelyén, Wemmel városának stadionját eredményes hazai és nemzetközi tevékenységének elismeréseként róla nevezték el.

## Külső hivatkozások
- Marcel van Langenhove. World Referee. [2016. március 4-i dátummal az eredetiből archiválva]. (Hozzáférés: 2011. április 25.)
- Marcel van Langenhove. footballzz.com. (Hozzáférés: 2013. június 25.)
- Marcel van Langenhove. footballdatabase.eu. (Hozzáférés: 2011. április 25.)
- Marcel van Langenhove. scoreshelf.com. [2015. december 8-i dátummal az eredetiből archiválva]. (Hozzáférés: 2011. április 25.)
- Marcel van Langenhove. worldfootball.net. (Hozzáférés: 2011. április 25.)

| Elődje: Francis Rion | Belga labdarúgókupa döntő 1977–1978 | Utódja: Francis Rion |